# Latrunculiidae
Famille
Les Latrunculiidae forment une famille de spongiaires de l'ordre Poecilosclerida vivant en eau de mer.

## Liste des genres
Selon World Register of Marine Species (22 mai 2016) :
- genre Cyclacanthia Samaai, Govender & Kelly, 2004
- genre Latrunculia du Bocage, 1869
- genre Sceptrella Schmidt, 1870
- genre Strongylodesma Lévi, 1969
- genre Tsitsikamma Samaai & Kelly, 2002